# Religião em Macau
Religião em Macau (2010)
Macau, como um ponto de encontro e de intercâmbio entre o Ocidente e o Oriente, é dotada de uma grande diversidade de religiões, como o Budismo, o Confucionismo, o Taoísmo, o Catolicismo, o Protestantismo, o Islamismo e a Fé Bahá'í, que se coexistem harmoniosa e pacificamente. Os residentes de Macau são dotados de uma considerável tolerância religiosa. 
A religião mais praticada e predominante nesta Região Administrativa Especial da República Popular da China é o Budismo, muitas vezes associado com vários elementos e práticas de outras crenças ou filosofias tradicionais chinesas, como por exemplo do Confucionismo e do Taoísmo. O Cristianismo, trazido para Macau por missionários católicos no séc. XVI e por missionários protestantes no séc. XIX, encontra actualmente uma presença relativamente significativa nesta terra fortemente enraizada e influenciada pelas crenças e filosofias tradicionais chinesas. Outras religiões minoritárias são o Islamismo e a Fé Bahá'í.. 

## Protecção legal
De acordo com o artigo 34.º da Lei Básica da Região Administrativa Especial de Macau, "os residentes de Macau gozam da liberdade de crença religiosa e da liberdade de pregar, de promover actividades religiosas em público e de nelas participar". 
E, de acordo com o seu artigo 128.º, "o Governo da Região Administrativa Especial de Macau não interfere nos assuntos internos das organizações religiosas, nem na manutenção e no desenvolvimento de relações das organizações religiosas e dos crentes com as organizações religiosas e os crentes de fora da Região de Macau. Não impõe restrições às actividades religiosas que não contrariem as leis da Região Administrativa Especial de Macau. As organizações religiosas podem fundar, nos termos da lei, seminários e outros estabelecimentos de ensino, hospitais e instituições de assistência social, bem como prestar outros serviços sociais. As escolas mantidas por organizações religiosas podem continuar a ministrar educação religiosa, incluindo a organização de cursos de religião. As organizações religiosas gozam, nos termos da lei, do direito de adquirir, usar, dispor e herdar património e de aceitar doações. Os seus direitos e interesses patrimoniais anteriores são protegidos nos termos da lei".  
Em Macau, todas as confissões religiosas são iguais perante a lei e, de acordo com a Lei n.º 5/98/M, as relações entre o seu Governo e as confissões religiosas assentam-se "nos princípios da separação e da neutralidade".
Com esta protecção legal, foram garantidas às várias confissões e organizações religiosas existentes em Macau e os seus crentes e membros a manutenção e protecção da liberdade religiosa e a sua autonomia e independência em relação às autoridades de Macau e da República Popular da China. 

## Budismo e outras religiões tradicionais chinesas

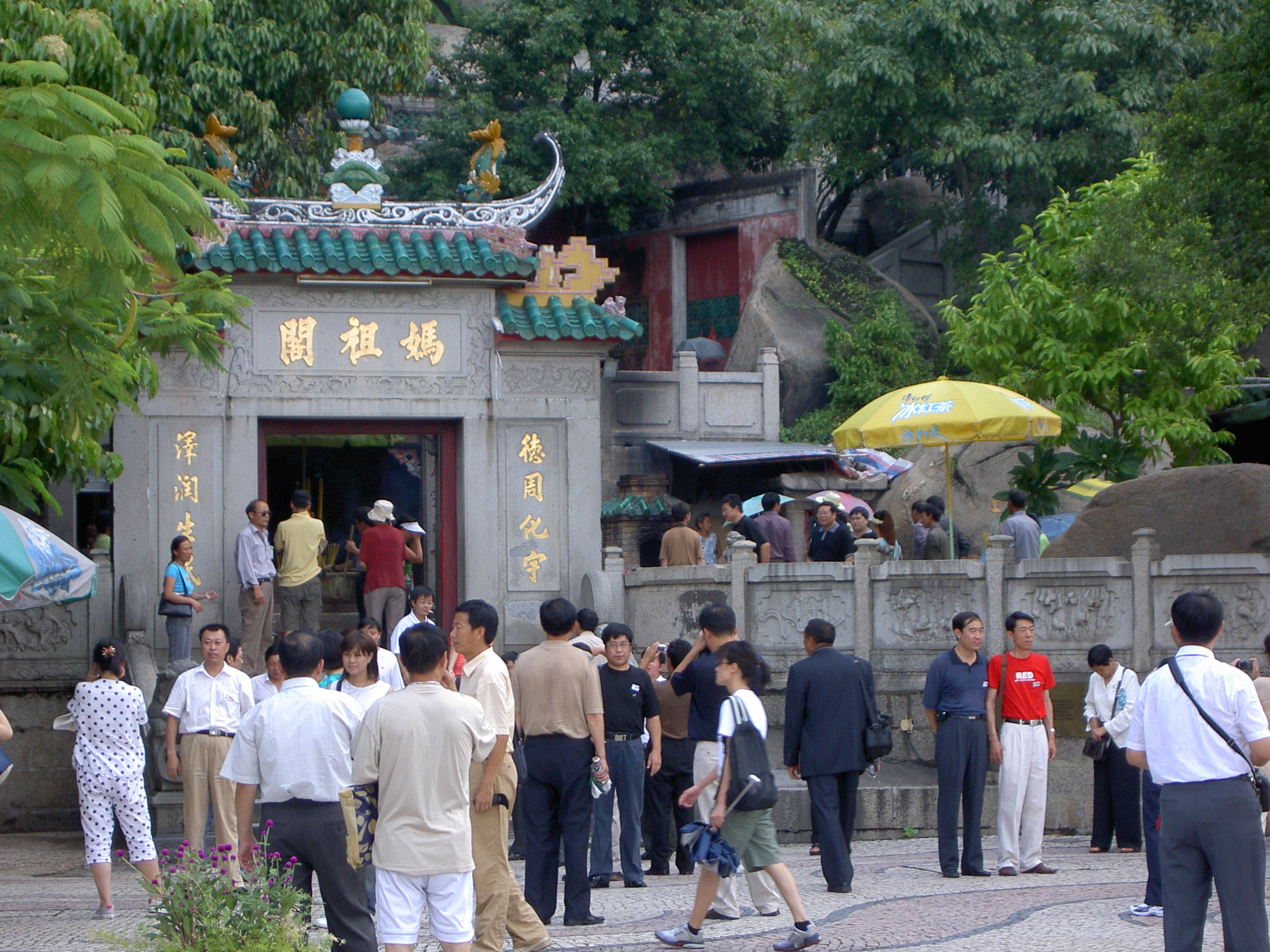
Porta principal do Templo de A-Má, um famoso templo chinês.

Porta principal do Templo de Kun Iam Tong, um dos templos chineses mais antigos de Macau.

A religião mais praticada e predominante nesta região é o Budismo, sendo até considerado uma parte integrante da cultura e da vida dos chineses de Macau. Mas, muitos deles, considerando o Budismo como uma concepção genérica, incorporam nesta religião vários elementos e valores do Confucionismo, do Taoísmo, da mitologia chinesa e de outros costumes, filosofias, crenças e práticas tradicionais chinesas. Uma destas práticas consiste nos cultos ancestrais, considerados pelos chineses como extremamente importantes e parte integrante da tradição e da cultura chinesas. Todo este conjunto sincretizado de crenças, práticas e valores religiosos adoptado pelos chineses é chamado vulgarmente por religiões populares chinesas ou crenças populares chinesas ou ainda por crenças tradicionais chinesas.
Nos últimos anos, a idade média dos crentes budistas está a sofrer uma diminuição, revelando um bom sinal para o Budismo em Macau. Existem actualmente várias organizações budistas nesta região, destacando-se a "Associação Budista Geral de Macau", fundada em Junho de 1997. 
O Confucionismo, sendo um sistema filosófico e semi-religioso tradicional chinês, tem um peso significativo na vida de muitos residentes chineses de Macau, principalmente na cultura, no pensamento, no modo de viver e nos domínios da moral e da ética. Em Macau, a importância religiosa do Taoísmo (ou Tauísmo) é evidenciada, como por exemplo, no antigo e popular culto à Deusa Tin Hau (chamada também de A-Má), que literalmente tem o significado de "Rainha do Céu" .

### Templos chineses
Em Macau, existem dezenas de templos e casas do Deus da Terra e de outras divindades chinesas e mais de 40 templos budistas, sendo a maioria dedicados às Deusas Kun Iam (ou Deusa da Compaixão) e Tin Hau (chamada também de A-Má) e ao Deus Kuan Tai. Alguns destes templos foram até construídos antes da chegada dos portugueses a Macau, quer dizer, antes do séc. XVI. Em certas ocasiões, como por exemplo no Templo de A-Má, podemos encontrar num mesmo templo estátuas ou imagens de divindades populares chinesas ou de divindades taoístas juntos com imagens do Buda, revelando mais uma vez o sincretismo religioso chinês.
O Templo de Kun Iam Tong, construído no século XIII em homenagem à Deusa de Kun Iam, é um dos templos mais antigos da cidade e tem como curiosidade uma mesa de pedra onde foi assinado o primeiro Tratado Sino-Americano (3 de Julho de 1844), conhecido como o Tratado Sino-Americano de Mong-Há (nome dessa zona de Macau). 
O Templo de A-Má (ou Templo da Barra), construído no século XV em homenagem à Deusa Á-Má (Deusa ou Rainha do Céu), é um dos templos mais famosos da Cidade e um dos monumentos do "Centro Histórico de Macau". Especula-se que o nome de Macau tenha tido origem na palavra chinesa "Á-Má-gao" (Baía de Á-Má).
Outros templos em Macau incluem: Na Tcha, Sam Kai Vui Kun, Kun Iam Tchai, Seng Wong, Tin Hau, Hong Kung, Tou Tei, Tam Kung, Lok San, Chuk Lam Chi e Sam Pó.

## Cristianismo
Para além do Budismo e de outras crenças ou religiões tradicionais chinesas, existe em Macau uma comunidade considerável de cristãos, sendo a sua maioria membros da Igreja Católica.

### Catolicismo

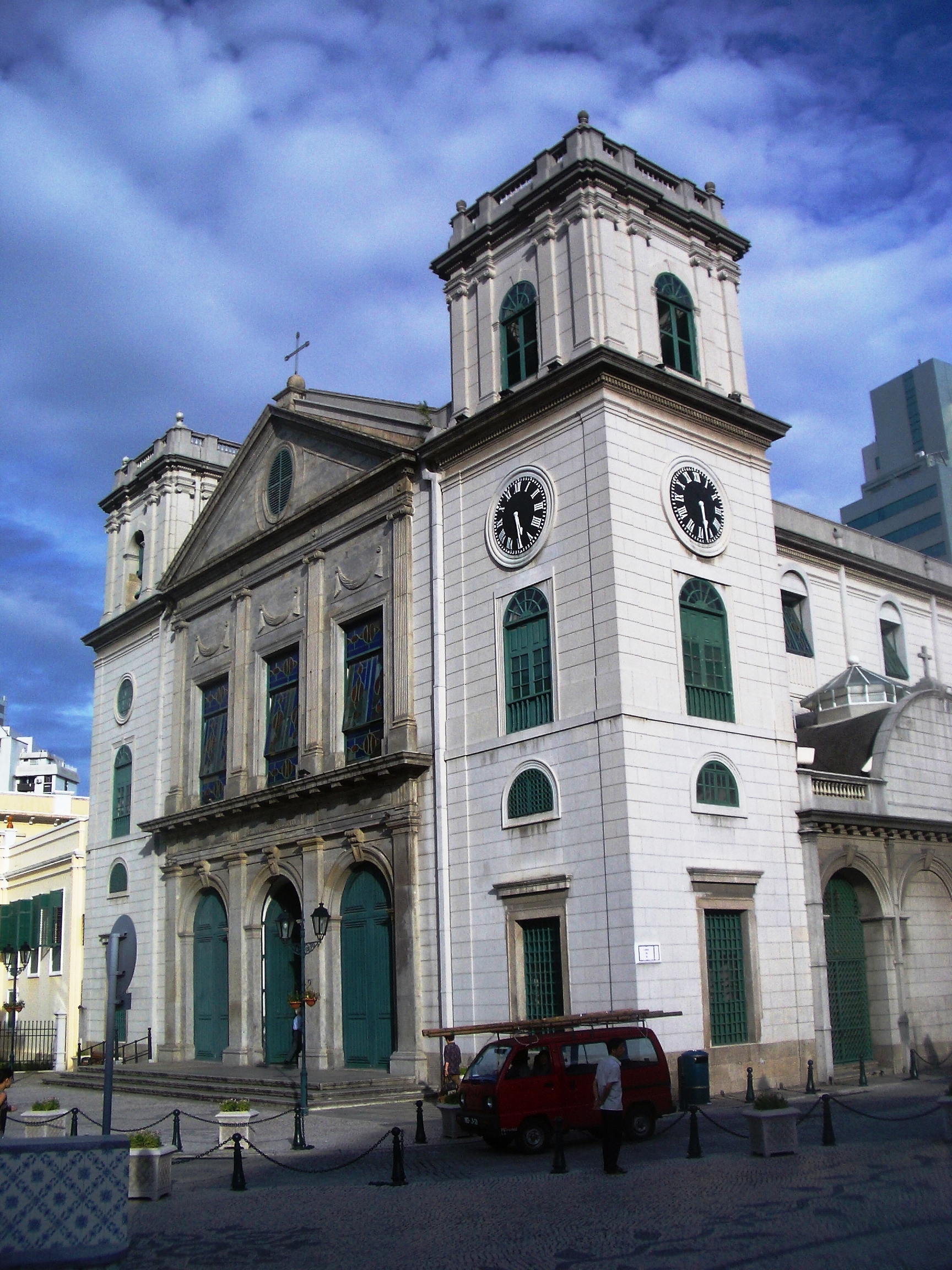
Igreja da Sé, a actual catedral da Diocese de Macau.

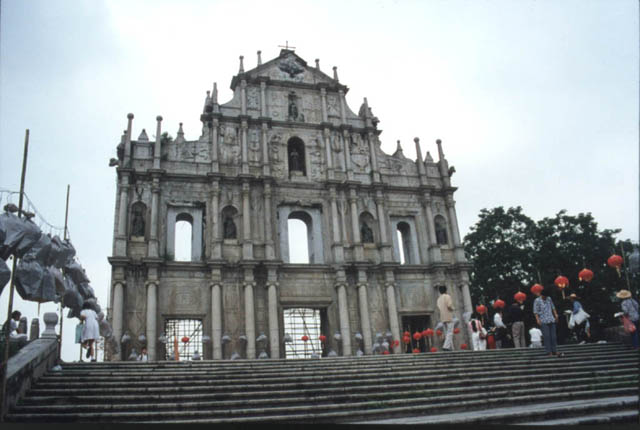
Ruínas da antiga Igreja da Madre de Deus.

A Igreja Católica em Macau está hierarquicamente organizada e estruturada na Diocese de Macau, que segue o rito romano. Esta circunscrição eclesiástica católica foi criada no dia 23 de Janeiro de 1576 pelo Papa Gregório XIII e actualmente abrange somente o território da Região Administrativa Especial de Macau (RAEM) da República Popular da China, estando na dependência imediata da Santa Sé.
Mas, antigamente, aquando da sua fundação, a Diocese de Macau tinha jurisdição sobre vários territórios eclesiásticos existentes no Extremo Oriente, como por exemplo na China, no Japão, no Vietname e no Timor, exceptuando porém as Filipinas. Macau foi elevada a diocese porque, no século XVI, após a chegada dos portugueses a Macau, ela  tornou-se num importante ponto de formação e de partida de missionários católicos para os diferentes países da Ásia. Para reforçar mais ainda este papel, foi fundada o Colégio de São Paulo no século XVI, a primeira universidade de tipo ocidental na Ásia e centro de formação de missionários, e o Seminário de São José no século XVIII, igualmente para formar missionários e padres.
Segundo o Anuário Pontifício, existiam cerca de 29,6 mil católicos em Macau (cerca de 5,1% da população total), 23 padres seculares, 65 padres regulares, 124 religiosos e 188 religiosas no ano de 2013. Segundo estatísticas do governo local de Macau, o número total de católicos, em 2014, rondava aproximadamente os 30,1 mil (cerca de 4,7% da população total). A população católica de Macau é bastante multicultural, sendo constituída pelas comunidades chinesa (chineses de Macau, chineses provenientes da China Continental, etc.), lusófona (portugueses europeus, luso-descendentes de Macau ou macaenses, angolanos, timorenses, etc.) e anglófona (maioritariamente filipinos). Também segundo estas mesmas estatísticas, trabalhavam em Macau, no ano de 2014, 18 padres diocesanos e 11 padres especiais vindos do exterior (ao todo, são 29 padres seculares), 64 padres regulares e 30 religiosos, 199 religiosas e 186 missionárias voluntárias. Em 2016, existiam em Macau 10 comunidades religiosas masculinas e 22 comunidades religiosas femininas. 
Apesar de ser uma religião minoritária em Macau, a Igreja Católica continua a ter influência e a empenhar-se muito em áreas como a assistência social e a educação. A Diocese de Macau possui 23 instituições de serviço social, onde se incluem sete creches; seis sanatórios para idosos; quatro centros de reabilitação para deficientes físicos e mentais; e seis lares para crianças de famílias monoparentais e/ou problemáticas. Na área da educação, no ano lectivo de 2013/2014, esta diocese tutelou um total de 31 estabelecimentos de ensino, com cerca de 28 304 alunos. Destes, 1529 frequentavam o ensino superior, 10 812 o secundário, 10 392 o primário e 5571 o pré-escolar. Criou inclusivamente, juntamente com a Universidade Católica Portuguesa, uma instituição de ensino superior, a Universidade de São José (antigo Instituto Inter-Universitário de Macau), no ano de 1996.
Desde 2016, o Bispo de Macau é D. Stephen Lee Bun-sang.

#### Igrejas e capelas católicas
Segue-se uma lista (não necessariamente completa) das igrejas e capelas construídas pela Igreja Católica em Macau, ao longo dos seus mais de 4 séculos de presença:
- Igreja da Sé
- Igreja de S. Lourenço
- Igreja de St. Agostinho
- Igreja de S. Lázaro
- Igreja de S. José
- Igreja de S. José Operário
- Igreja de S. Domingos
- Igreja de Nossa Senhora de Fátima
- Igreja de Nossa Senhora das Dores
- Igreja de Nossa Senhora do Carmo
- Igreja de St. António
- Igreja de S. Francisco Xavier (perto de Mong-Há, Península de Macau).
- Capela de Nossa Senhora da Guia
- Capela de Nossa Senhora da Penha
- Capela de S. Francisco Xavier (Vila de Coloane, Coloane)
- Capela de S. Tiago
- Capela de S. Miguel

A Catedral da Diocese de Macau é a Igreja da Sé. Algumas igrejas e capelas católicas estão actualmente incluídos na Lista dos monumentos históricos do "Centro Histórico de Macau", por sua vez incluído na Lista do Património Mundial da Humanidade da UNESCO.

### Protestantismo
Macau, além de ser um dos contribuintes fulcrais para a disseminação e crescimento do Catolicismo na China e no Extremo Oriente, foi também o primeiro posto e ponto de partida de missionários protestantes em missão à China. 
Robert Morrison chegou em Macau no ano de 1807, para se dedicar à tradução da Bíblia para a língua chinesa e à compilação do dicionário chinês-inglês, tornando-se assim no primeiro missionário protestante em Macau. Com o decorrer do séc. XIX, e apesar da transferência de muitos missionários protestantes para Xangai e Hong Kong após a Primeira Guerra do Ópio, a comunidade prostestante de Macau desenvolveu-se e desempenhou um papel importante na disseminação do Protestantismo na China, mais precisamente no Delta do Rio das Pérolas.
As principais confissões protestantes em Macau são: a Baptista, o Anglicanismo, o Luteranismo, a Reformed Church, o Presbiterianismo, o Metodismo e o Pentecostalismo. Para além destas confissões principais, existe ainda várias organizações protestantes locais independentes, destacando-se a Christian & Missionary Alliance Church.
Actualmente, o Protestantismo está se espalhando a um ritmo significativo em Macau, principalmente entre os grupos demográficos mais novos e entre a comunidade chinesa. Em 2006, existe nesta região cerca de 6 mil protestantes e cerca de 70 templos protestantes, contrastando com as 5 igrejas existentes nos anos 50. Um dos primeiros locais de culto construídos pelos protestantes de Macau, a Capela Protestante, está actualmente incluído na Lista dos monumentos históricos do "Centro Histórico de Macau", por sua vez incluído na Lista do Património Mundial da Humanidade da UNESCO. 
Na área da educação, as organizações protestantes de Macau tutelam actualmente várias academias bíblicas e centros de formação, 2 livrarias, 3 escolas primárias com jardim infantil, 1 escola de ensino especial, 1 de educação contínua e mais 4 estabelecimentos de ensino, cada um dispondo duma escola secundária, duma escola primária e dum jardim infantil. Estima-se que cerca de 10 mil estudantes frequentam estes estabelecimentos de ensino. 
Na área da assistência social, estas organizações cristãs empenham-se em prestar diversos serviços sociais a centros comunitários, famílias, crianças, jovens, idosos, trabalhadores, sem abrigo, deficientes, entre outros.

## Outras religiões

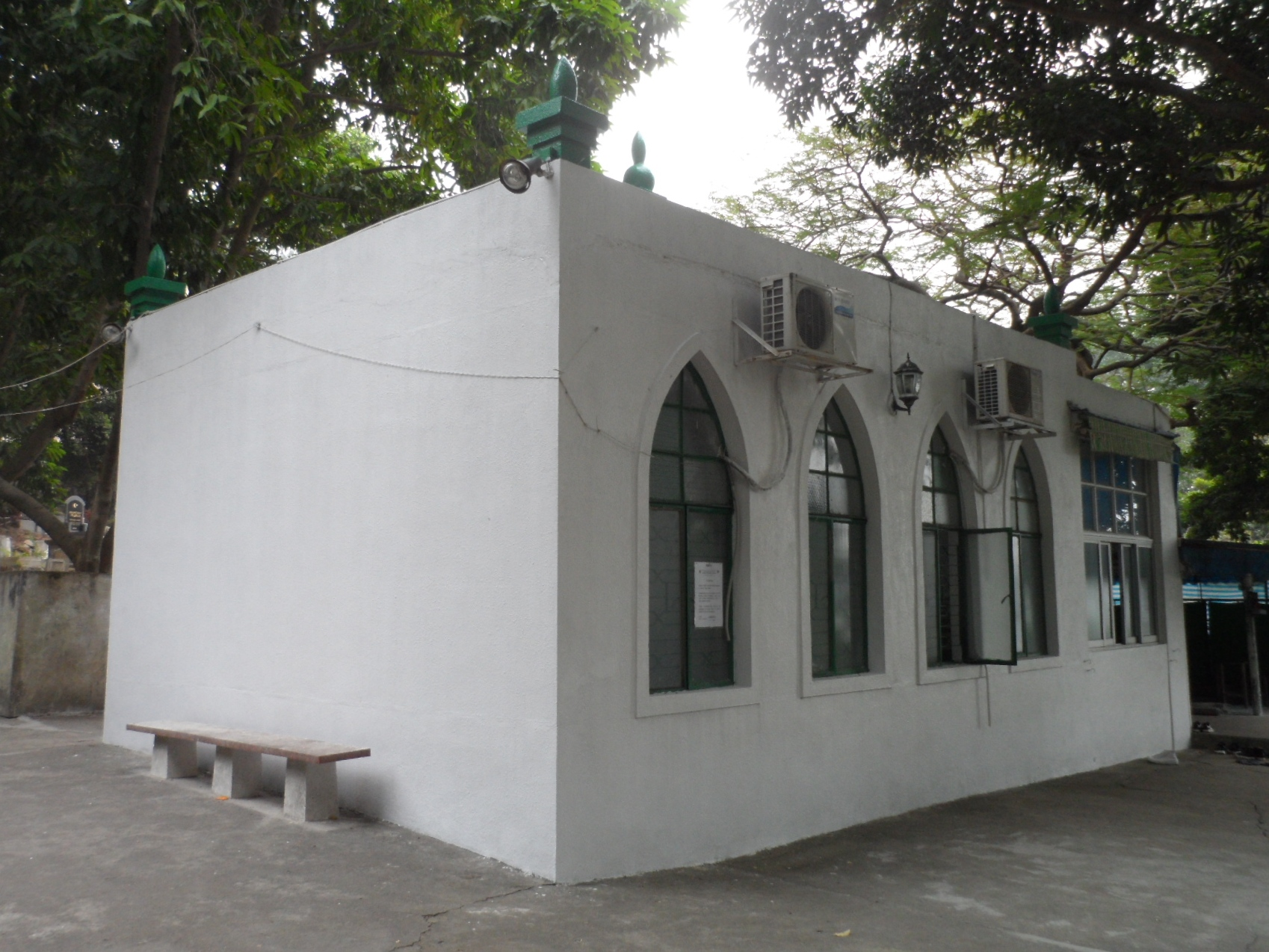
Mesquita de Macau

### Islamismo
Macau conta actualmente com uma comunidade de várias centenas de muçulmanos. A associação mais destacada desta pequena comunidade é a Associação Islâmica de Macau, fundada em 1935 e actualmente com mais de 100 membros.

### Fé Bahá'í
A Fé Bahá'í foi introduzida em Macau no ano de 1953, mas foi preciso esperar até 1989 para que o órgão administrativo dos assuntos religiosos dos Bahá'is para todo o território de Macau fosse criado. Este órgão, fundado em Abril, tomou o nome de "Associação da Assembleia Espiritual dos Bahá’ís de Macau" e adquiriu uma sede permanente. 
Actualmente, esta associação, que conta com cerca de 2500 Bahá’ís, possui 2 secções locais (uma com sede na península de Macau e a outra na ilha da Taipa) e um estabelecimento de ensino (chamado Escola das nações) com um jardim infantil, uma escola primária e uma escola secundária. Este estabelecimento, actualmente frequentado por 250 estudantes, foi criado em 1988 e representa a dedicação e o empenho mostrado pela Associação na área da educação. Além disso, outras actividades desenvolvidas na área educativa incluem a organização periódica de cursos de educação moral, de exposições e de conferências. Estas actividades têm como objectivo educar sobre a responsabilidade da boa cidadania e a felicidade familiar.